# Naohiro Ōyama
Naohiro Ōyama (jap. 大山 直大, Ōyama Naohiro; * 24. April 1974 in der Präfektur Kagawa) ist ein ehemaliger japanischer Fußballspieler.

## Karriere
Ōyama erlernte das Fußballspielen in der Schulmannschaft der Takamatsu Commercial High School. Seinen ersten Vertrag unterschrieb er 1993 bei Yamaha Motors (heute: Júbilo Iwata). Der Verein spielte in der zweithöchsten Liga des Landes, der Japan Football League. 1993 wurde er mit dem Verein Vizemeister der Japan Football League und stieg in die J1 League auf. Für den Verein absolvierte er sechs Erstligaspiele. Ende 1997 beendete er seine Karriere als Fußballspieler.

## Erfolge
Júbilo Iwata
- J1 League

Meister: 1997
- J.League Cup

Finalist: 1994, 1997